# Кубањ (област)
Кубањ (рус. и укр. Кубань, адиг. Пшызэ) је географска област у јужној Русији око реке Кубањ, између Црног мора, Донске степе, делте Волге и Кавказа. Краснодарски крај се често назива Кубањом, мада се термин не односи само на овај крај, већ и на Адигеју, Карачајево-Черкезију и делове Ставропољског краја.